# Stadt- und Schulbücherei Gunzenhausen
Die Stadt- und Schulbücherei Gunzenhausen ist eine öffentliche Bibliothek in Gunzenhausen (Mittelfranken). Sie befindet sich im denkmalgeschützten Gebäude des früheren Kreiskrankenhauses und hat die Adresse Luitpoltstraße 13. Das Büchereigebäude grenzt an das Gelände des Simon-Marius-Gymnasiums.

## Bestand
Mit einem Medienbestand von ca. 60.000 Büchern, Zeitungen, Zeitschriften und Neuen Medien ist die  Stadt- und Schulbücherei Gunzenhausen die größte Bibliothek des Landkreises sowie die viertgrößte öffentliche Bibliothek Mittelfrankens. Es sind auch Fernleihen aus allen großen Bibliotheken Bayerns möglich. Ferner können im Rahmen der Bibliothek der Dinge auch elektronische Geräte wie beispielsweise Drucker und Messgeräte sowie Lehrmaterialien und Spielzeuge ausgeliehen werden. Es steht ein Lesesaal zur Verfügung.